# Rudolf Röser
Rudolf Röser (* 2. März 1920 in Bensheim; † 20. März 2013 in Karlsruhe) war ein deutscher Verleger.

## Leben
Rudolf Röser studierte Kunstgeschichte und Architektur in Heidelberg, unterbrochen durch den Zweiten Weltkrieg. Nach Einsatz als Soldat und Rückkehr aus der Kriegsgefangenschaft war er zunächst als freier Journalist beim Darmstädter Echo beschäftigt.
1965 gründete er in Karlsruhe den „Fernsprechbuchverlag Rudolf Röser“, der sich zu einem der Telefonbuchverlage in Deutschland entwickelte. Das Unternehmen betreut über 86 Telekommunikationsverzeichnisse, die in Baden-Württemberg, Brandenburg, Hessen, Rheinland-Pfalz und dem Saarland erscheinen. Er baute das Unternehmen mit zahlreichen Tochtergesellschaften aus. 1986 zog er sich aus dem Unternehmen zurück; 1996 erfolgte die Gründung einer Familien-AG, der Rudolf Röser AG mit der Rudolf Röser AG, Röser Media GmbH & Co KG, Röser Verlag International GmbH & Co KG, Röser Presse GmbH, Verlag Röser & Partner GmbH sowie der SingLiesel GmbH. Bis 2001 hatte er den Aufsichtsratsvorsitz inne.
1984 wurde er von Kardinal-Großmeister Maximilien Kardinal de Fürstenberg zum Ritter des Ritterordens vom Heiligen Grab zu Jerusalem ernannt und am 19. Mai 1984 im Würzburger Dom durch Statthalter Hermann Josef Abs und Franz Hengsbach, Großprior der deutschen Statthalterei, investiert.
Röser war seit 1956 mit Ortrud Bodemann verheiratet; aus der Ehe stammen vier Kinder.